# Gerhard Henke-Bockschatz
Gerhard Henke-Bockschatz (* 1954 in Bielefeld) ist ein deutscher Geschichtsdidaktiker und war von 2001 bis 2019 Professor an der Universität Frankfurt am Main.
Henke-Bockschatz studierte Deutsch und Geschichte für das gymnasiale Lehramt an den Universitäten Heidelberg und Hamburg und war an mehreren Schulen in Hamburg als Lehrer tätig. Seine Promotion in Neuerer Geschichte erfolgte 1990 mit einer sozialgeschichtlichen Studie über Glasarbeiter im 19. Jahrhundert, die Habilitation 1997 in Neuerer Geschichte und Didaktik der Geschichte mit einer Schrift über die Geschichtskultur der frühen Arbeiterbewegung im 19. Jahrhundert. Er war wissenschaftlicher Mitarbeiter an der Professur für Geschichtsdidaktik bei Jochen Huhn an der Universität Kassel von 1992 bis 1997, dann dort Hochschuldozent und ab 2000 Professor für Didaktik der Geschichte in Frankfurt am Main.
Seine Arbeits- und Forschungsschwerpunkte liegen in der außerschulischen Geschichtskultur, Methoden historischen Lernens sowie Informations- und Kommunikationstechnologien im Geschichtsunterricht.

## Publikationen (Auswahl)
Monographien
- Nur mutig hin zur Feuerstelle! Studien zum Arbeiterleben im Glasmacherort Gernheim an der Weser, 1812–1893, v.d. Linnepe, Hagen 1988, ISBN 3-921297-83-4.
- Glashüttenarbeiter in der Frühindustrialisierung (= Veröffentlichungen der Historischen Kommission für Niedersachsen und Bremen. Bd. XXXIV: Quellen und Untersuchungen zur Wirtschafts- und Sozialgeschichte Niedersachsens in der Neuzeit), Hahn, Hannover 1993, ISBN 3-7752-5876-0.
- als Mithrsg.: Geschichte und historisches Lernen. Festschrift für Jochen Huhn zum 65. Geburtstag, Kassel 1995.
- Industrialisierung (= Fundus – Quellen für den Geschichtsunterricht). Wochenschau-Verlag, Schwalbach am Taunus 2003, ISBN 3-87920-745-3.
- als Hrsg. mit Bettina Alavi: Geschichtsunterricht und Geschichtskultur in der multiethnischen Gesellschaft, Idstein 2004.
- als Hrsg. mit Markus Bernhardt und Michael Sauer: Bilder – Wahrnehmungen – Konstruktionen. Reflexionen über Geschichte und historisches Lernen. Festschrift für Ulrich Mayer zum 65. Geburtstag, Schwalbach 2006.
- Oral History im Geschichtsunterricht (= Methoden Historischen Lernens), Wochenschau-Verlag, Schwalbach am Taunus 2014, ISBN 978-3-89974-889-5.
- Der Erste Weltkrieg. Reclam, Stuttgart 2015, ISBN 978-3-15-019317-4.
- als Hrsg.: Neue geschichtsdidaktische Forschungen. Aktuelle Projekte, V&R unipress, Göttingen 2016, ISBN 978-3-8471-0504-6.

Beiträge
- Geschichte anschaulich lernen. Zur Rolle der Imagination im Prozeß des historischen Lernens, in: Geschichte in Wissenschaft und Unterricht, Jg. 51 (2000), Heft 7/8, S. 418–429.
- Forschend-entdeckendes Lernen, in: Ulrich Mayer, Hans-Jürgen Pandel, Gerhard Schneider (Hrsg.): Handbuch Methoden im Geschichtsunterricht, Schwalbach/Ts. 2004, S. 15–29.
- Zeitzeugenbefragung, in: Ulrich Mayer, Hans-Jürgen Pandel, Gerhard Schneider (Hrsg.): Handbuch Methoden im Geschichtsunterricht, Schwalbach/Ts. 2004, S. 354–370.
- Zeitgeschichtliche Kinder- und Jugendliteratur als Medium historischen Lernens, in: Gabriele von Glasenapp, Hans-Heino Ewers (Hrsg.): Kriegs- und Nachkriegskindheiten. Studien zur literarischen Erinnerungskultur für junge Leser, Frankfurt a. M. u. a. 2008, S. 197–215.
- Anmerkungen zur Darstellung der Weltwirtschaftskrise in deutschen Geschichtsschulbüchern, in: Geschichte in Wissenschaft und Unterricht, Jg. 61 (2010), S. 343–355.
- Guter Geschichtsunterricht aus fachdidaktischer Perspektive, in: Geschichte in Wissenschaft und Unterricht, Heft 5/6 (Mai/Juni), Jg. 62 (2011), S. 298–311.